# Kelloggina pluripunctata
Kelloggina pluripunctata är en tvåvingeart som först beskrevs av Lutz 1920.  Kelloggina pluripunctata ingår i släktet Kelloggina och familjen Blephariceridae. Inga underarter finns listade i Catalogue of Life.